# 厳粛な同盟と契約

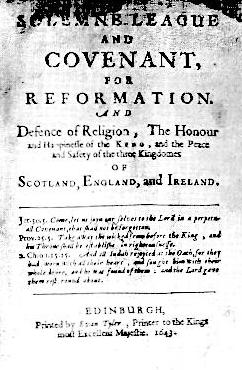
厳粛な同盟と契約のタイトルページ

厳粛な同盟と契約（げんしゅくなどうめいとけいやく、英：Solemn League and Covenant）は、清教徒革命（イングランド内戦）期の1643年9月25日に、イングランド長期議会（議会派）とスコットランド国民盟約（盟約派）が結んだ同盟である。内戦に勝利するため軍事援助を必要とした議会派が盟約派と手を組んだが、後に両者は宗教問題や戦後対応を巡り対立していった。

## 締結前の状況
1642年から始まった第一次イングランド内戦は王党派の有利に進み、劣勢の議会派、とりわけ実力者のジョン・ピムはスコットランドとの提携で戦況を変えることを望んでいた。中立だったスコットランドには王党派・議会派双方から働きかけがあったが、チャールズ1世がカトリックのアイルランドと手を組みスコットランドへ侵入させる陰謀が発覚すると、カトリックへの恐怖から盟約派は7月末にロンドン・ウェストミンスターの議会へ使者を派遣、同盟の提案を議会派へ持ち掛けた。
スコットランドの同盟推進役はアーガイル侯爵アーチボルド・キャンベルで、先立つ5月の会合でハミルトン公爵ジェイムズ・ハミルトンが多くの貴族の支持を得て同盟に反対したが否決され、都市代表と教会から支持されたアーガイル侯はイングランドのピムと接触、応じたピムはヘンリー・ベインを長とする代表団をスコットランドへ送った。8月にエディンバラに到着した代表団は盟約派と協議に入り、軍事同盟を求めるイングランド側と、宗教的契約（イングランドが国教会に代えて、スコットランドと同じ長老派教会に採用すること）を要求したスコットランドとの間に隔たりがあったが、ベインの機転で条文に「神の言葉に従って」という一文を入れる修正が追加された。これで宗教に関する条文で双方に都合の良い解釈が出来る余地が生まれたが、問題先送りに過ぎないため後に衝突を招く元にもなった。
ともあれ、何とか纏まった条文はイングランド代表団が持ち帰り、開催中だった宗教会議（ウェストミンスター会議）と議会で検討され、9月25日に議会両院が批准、10月13日にスコットランドも批准したことで同盟が発効した。単なる条約とは異なり両国民の神に対する誓約という形を取り、一般男性は署名し女性は口頭で誓約した。スコットランドでほとんどが署名に応じ、ハミルトン公を含む王党派は孤立し立場を失った。推進者ピムは12月に死亡したが、後継者となったベインはオリバー・シンジョンと共にスコットランドとの友好維持に取り組み、1644年2月に両国から選出された代表からなる両王国委員会を設立、自分とシンジョン、それにオリバー・クロムウェルも入り戦争を遂行した。そして1月にスコットランドからリーヴェン伯アレクサンダー・レズリーと甥のデイヴィッド・レズリーが率いる援軍が派遣、7月のマーストン・ムーアの戦いで勝利に貢献し内戦は転換点を迎えた。

## 内容
条約内容は前文と6条、結語からなる。うち第1条がイングランド側で修正された。
1. 共通の敵に対して、スコットランド教会が教義、礼拝、教会訓練、教会統治において、改革宗教であることを保つこと。神の言葉と最も良く改革された諸教会の例とに従って、教義、礼拝、教会訓練、教会統治において、イングランドとアイルランドの王国の宗教が改革されること。
2. ローマ・カトリック教・主教制・迷信・異端・冒涜の廃絶。
3. 諸議会の特権を保持、宗教と王国の保全において国王の人身と権威を保持。
4. 契約違反者に正義が下されるように努める。
5. 1641年のロンドン条約（リポン条約）の遵守。
6. 契約の署名者は相互に援助し、いかなる困難が起こっても生涯を尽くして契約を遵守する。

また、軍事面ではイングランドが毎月3万ポンド支払い、引き換えにスコットランドは兵員21000人を議会に提供することが約束された。

## 条約締結後の推移
同盟でイングランドと共同で内戦に当たったスコットランドだが、締結してから逆境にさらされるようになった。
締結当初から条文の修正が問題になり、長老派が嫌う独立派が排除されないことにスコットランドは警戒心を抱き始めた。ウェストミンスターへ派遣されたスコットランド代表も独立派の活動に不安と恐れを感じ、内戦が独立派の勝利に終わることを危惧するようになった。スコットランド本土でも足元がぐらつき、ハミルトン公は弟のラナーク伯爵ウィリアム・ハミルトンと共にチャールズ1世の下へ走ったが内輪揉めで失脚、代わってチャールズ1世の側近になったモントローズ侯爵ジェイムズ・グラハムが1644年8月にスコットランドで王党派結集を図り挙兵（スコットランド内戦）、本土の盟約派はモントローズ侯に手も足も出ずスコットランド代表の権威は失墜、マーストン・ムーアの戦いで勝利し独立派のクロムウェルが台頭する皮肉な展開にも脅かされ、スコットランドは内外共に不安な状況に置かれていった。
1645年、鉄騎隊を中核とした独立派主体のニューモデル軍がネイズビーの戦いで王党派に勝利、長老派教会の統一が無くなったため内戦終結後スコットランドとイングランドは同盟から対立に変わり、巻き返しを狙ったハミルトン公は盟約派の不満分子や貴族を取り込み、ワイト島へ逃亡したチャールズ1世と1647年12月に和解契約を結び第二次イングランド内戦を勃発させた。だがイングランドへ侵入したハミルトン公が翌1648年8月のプレストンの戦いで大敗、処刑されるとアーガイル侯が再起してハミルトン派を追放、クロムウェルと和睦し不安定ながらも両国の提携を復活させた。なおハミルトン公率いるスコットランド軍が侵入したため同年1月にイングランドは両王国委員会を廃止、厳粛な同盟と契約から生じる責務も破棄された。
1649年に独立派がチャールズ1世を処刑してイングランド共和国を樹立するとスコットランドは再度イングランドと対立、アーガイル侯ら盟約派も王党派に味方しチャールズ2世を擁立し第三次イングランド内戦が発生した。ここで厳粛な同盟と契約が持ち出され、スコットランドは厳粛な同盟と契約と国民盟約の遵守をチャールズ2世に約束させ長老派教会確立を目論んだが、クロムウェル率いるニューモデル軍に敗れ（1650年のダンバーの戦い・1651年のウスターの戦い）、チャールズ2世が亡命しスコットランドも独立を失い不可能になった。そしてスコットランドはイングランドに統合された。